# Possibile
Possibile (deutsch „Möglich“) ist eine am 21. Juni 2015 gegründete linke Partei in Italien.

## Geschichte
Possibile wurde vom ehemaligen PD-Politiker Giuseppe Civati initiiert und positioniert sich links des Partito Democratico. Die Partei setzt sich insbesondere für Bürgerrechte, Umverteilung und Umweltschutz ein. Symbol der Partei ist ein Gleichheitszeichen, was ihr Eintreten für Gleichheit betonen soll.
Nach ihrer Gründung war Possibile durch Übertritte vom PD durch Civati sowie durch Beatrice Brignone, Andrea Maestri und Luca Pastorino in der Abgeordnetenkammer des italienischen Parlaments und durch Elly Schlein im Europäischen Parlament vertreten. In der Abgeordnetenkammer schloss sich Possibile mit Sinistra Italiana, Sinistra Ecologia Libertà und Liberi e Uguali zu einer Fraktion zusammen.
Zu den Parlamentswahlen 2018 kandidierte Possibile gemeinsam mit Articolo 1 und Sinistra Italiana auf der Liste Liberi e Uguali („Die Freien und Gleichen“), deren Spitzenkandidat Pietro Grasso war. Auf der Liste befanden sich zudem Kandidaten der Democrazia Autonoma und der Grünen Südtirols. Die Liste erhielt 3,4 % der Stimmen, was in 14 Sitzen im Abgeordnetenhaus und 4 im Senat resultierte. Der einzige Sitz für Possibile ging an Luca Pastorino während Civati aus dem Parlament ausschied und daraufhin den Parteivorsitz niederlegte. Seine Nachfolgerin wurde Beatrice Brignone.
Zur Europawahl 2019 kandidierte Possibile gemeinsam mit Federazione dei Verdi und den Südtiroler Grünen auf der Liste Europa Verde. Das Bündnis erhielt insgesamt 2,3 % der Stimmen und damit keinen Sitz im Europaparlament.

## Wahlen
| Wahl                  | Wahl               | Liste                     | Sitze |
| --------------------- | ------------------ | ------------------------- | ----- |
| Parlamentswahlen 2018 | Abgeordnetenkammer | Liberi e Uguali           | 1/630 |
| Parlamentswahlen 2018 | Senat              | Liberi e Uguali           | 0/315 |
| Europawahlen 2019     | Europawahlen 2019  | Europa Verde              | 0/73  |
| Parlamentswahlen 2022 | Abgeordnetenkammer | Alleanza Verdi e Sinistra | 0/400 |
| Parlamentswahlen 2022 | Senat              | Alleanza Verdi e Sinistra | 0/200 |

## Parteilogos

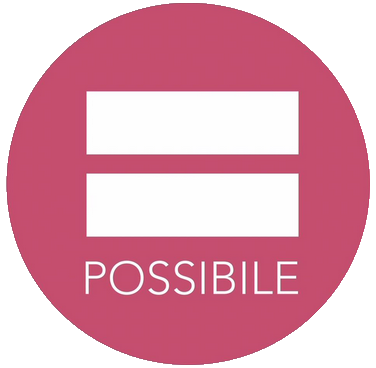
2015–2021
Seit 2021